# Eliza Butterworth

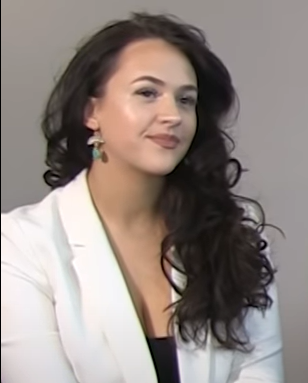
Eliza Butterworth (2018)

Eliza Butterworth (* 24. Juli 1993 in Lincoln, Lincolnshire, England) ist eine britische Schauspielerin und Synchronsprecherin.

## Leben
Butterworth wurde am 24. Juli 1993 in Lincoln in der Grafschaft Lincolnshire geboren. Ihr Vater stammt aus der Grafschaft Lancashire, ihre Mutter ist eine Italoamerikanerin aus Iowa. Die beiden lernten sich in Nebraska kennen, wo ihre Mutter eine Ausbildung zur Krankenschwester machte und ihr Vater als Soldat der Royal Air Force in der Offutt Air Force Base stationiert war. Butterworth besuchte die Lincoln Minster School. 2014 machte sie ihren Bachelor of Arts in Schauspiel an der Royal Academy of Dramatic Art.
Sie debütierte 2015 als Episodendarstellerin in den Fernsehserien WPC 56 und Inspector Banks. Seit demselben Jahr ist sie in der Rolle der Aelswith im Netflix Original The Last Kingdom zu sehen. 2017 hatte sie eine Besetzung im Kurzfilm (A Very) Ham Fisted Stake Out. 2020 hatte sie eine Nebenrolle im Film Say Your Prayers. 2021 wirkte sie in einer Episodenrolle der Fernsehserie The North Water mit.

## Filmografie (Auswahl)
- 2015: WPC 56 (Fernsehserie, Episode 3x01)
- 2015: Inspector Banks (DCI Banks, Fernsehserie, Episode 4x03)
- 2015–2022: The Last Kingdom (Fernsehserie)
- 2017: (A Very) Ham Fisted Stake Out (Kurzfilm)
- 2020: Say Your Prayers
- 2021: The North Water (Fernsehserie, Episode 1x01)

## Synchronisationen (Auswahl)
- 2016: Sutâ ôshan: Anamuneshisu (Videospiel)